# الفرقة الناجية
الفرقة الناجية هو مُصطلح استنبطه علماء الحديث من الحديث النبوي: «ستفترق أمتي على ثلاث وسبعين فرقة كلها في النار إلا واحدة».
فيُعرفون الفرقة الناجية بأنها هي المتبعة لما كان عليه الرسول ﷺ وأصحابه، فهي بقية السلف، والمتفردة باتباع الكتاب والسنة بين بقية الفرق التي عصفت بها الأهواء، وذهب بها الرأي والشبهات كل مذهب.
وهذا الحديث المشهور بين الناس والذي يدور حول انقسام الأمة الإسلامية إلى ثلاث وسبعين فرقة كلها في النار إلا واحدة، يتعامل معه الكثير من الناس بشكل غير سليم، إلى جانب أن ذلك التعامل الخاطئ أحدث حالة من التفتت في جسد الأمة بادعاء كل فرقة أنها هي التي تمتلك الحق، وهي الأقرب لاتباع سنة النبى ﷺ، وذلك محاولة لها للنجاة من النار والفوز بالجنة باعتبارها هي الفرقة الناجية.

## سند الحديث
روى الحديث أبو داود، والترمذي، وابن ماجه، والحاكم وقال: صحيح على شرط مسلم. وقال عنه ابن تيمية: (هو حديث صحيح مشهور)، وصححه الألباني في السلسلة الصحيحة. ونصه: «افترقت اليهود على إحدى وسبعين فرقة، وافترقت النصارى على اثنتين وسبعين فرقة، وستفترق هذه الأمة على ثلاث وسبعين فرقة كلها في النار إلا واحدة" قيل: من هي يا رسول الله؟ قال: من كان على مثل ما أنا عليه وأصحابي وفي بعض الروايات: هي الجماعة»، وذكرت له روايات أخرى فيها: «ألا إن من كان قبلكم من أهل الكتاب افترقوا على اثنتين وسبعين فرقة وإن هذه الأمة ستفترق على ثلاث وسبعين، اثنتان وسبعون في النار واحدة في الجنة». وفي رواية أخرى: «ستفترق أمتي على نيف وسبعين فرقة، الناجية منها واحدة»، وفي أخرى: «كلها في النار إلا واحدة».
وقال الشوكانى: «أما زيادة «كلها في النار إلا واحدة» فقد ضعفها جماعة من المحدثين، بل قال ابن حزم: إنها موضوعة». وقد تعقبه الألباني فيما ذكره فقال: «ولا أدري من الذين أشار إليهم بقوله: جماعة ... فإني لا أعلم أحدًا من المحدثين المتقدمين ضعف هذه الزيادة، بل إن الجماعة قد صححوها، وقد سبق ذكر أسمائهم، وأما ابن حزم فلا أدري أين ذكر ذلك، وأول ما يتبادر للذهن أنه في كتابه»الفصل في الملل والنحل «وقد رجعت إليه، وقلبت مظانه فلم أعثر عليه، ثم إن النقل عنه مختلف، فابن الوزير قال عنه: «لا يصح»، والشوكاني قال عنه: «إنها موضوعة»، وشتان بين النقلين كما لا يخفى، فإن صح ذلك عن ابن حزم، فهو مردود من وجهين. الأول: أن النقد العلمي الحديثي قد دل على صحة هذه الزيادة، فلا عبرة بقول من ضعفها. والآخر: أن الذين صححوها أكثر وأعلم بالحديث من ابن حزم، لاسيما وهو معروف عند أهل العلم بتشدده في النقد، فلا ينبغي أن يحتج به إذا تفرد عند عدم المخالفة فكيف إذا خالف؟! وأما ابن الوزير، فكلامه الذي نقله الكوثري يشعر بأنه لم يطعن في الزيادة من جهة إسنادها، بل من حيث معناها، وما كان كذلك، فلا ينبغي الجزم بفساد المعنى لإمكان توجيهه وجهة صالحة ينتفي به الفساد الذي ادعاه. وكيف يستطاع الجزم بفساد معنى حديث تلقاه كبار الأئمة والعلماء من مختلف الطبقات بالقبول وصرحوا بصحته؟ هذا يكاد يكون مستحيلاً».

## متن الحديث ومعناه
وأما عن متنه ومعناه ودلالاته فرأي أبى حامد الغزالي يتلخص في أنه لا يحصر النجاة –بمعنى دخول الجنة وصحة الإيمان- في فرقة واحدة كما يجعل الهلاك من نصيب المكذبين للرسول وذلك بدلا من تفسير غلاة التعصب الذين يجعلون الهلاك من نصيب اثنتين وسبعين فرقة ما عدا فرقتهم التي يحتكرون لها صحيح الإيمان والنجاة. ويقول العلامة ابن الوزير: «وإياك الاغترار بـ "كلها هالكة إلا واحدة" فإنها زيادة فاسدة غير صحيحة القاعدة ولا يؤمن أن تكون من دسيسة الملاحدة».
ويقول الشيخ الدكتور القرضاوى: «وفى متن هذا الحديث إشكال من حيث إنه جعل هذه الأمة التى بوأها الله منصب الشهادة على الناس ووصفها بأنها خير أمة أخرجت للناس أسوأ من اليهود والنصارى في مجال التفرق والاختلاف حتى إنهم زادوا في فرقهم على كل من اليهود والنصارى». وقال أيضا: «ثم إن هذا الحديث حكم على فرق الأمة كلها –إلا واحدة- بأنها في النار هذا مع ما جاء في فضل هذه الأمة وأنها مرحومة وأنها تمثل ثلث أهل الجنة أو نصف أهل الجنة. على أن الخبر عن اليهود والنصارى بأنهم افترقوا إلى هذه الفرق التى نيفت على السبعين غير معروف في تاريخ الملتين و خصوصا عند اليهود فلا يعرف أن فرقهم بلغت هذا المبلغ من العدد».
ورأي الدكتور محمد عمارة يتلخص في أن واقع الفرق الإسلامية لا يمكن التعبير عنه بأى حال من الأحوال بالعدد ثلاث وسبعين فرقة، فهى عند الأشعرى تزيد عن المائة، والشهرستانى عدهم ستا وسبعين فرقة، وابن حزم عدهم خمس فرق، والملطى عدها أربعا، والقاضي عبد الجبار عدها خمسا، والخوارزمى عدهم سبعا.
أما رأي الدكتور عبد الرحمن بدوي فيمكن حصره في النقاط الثلاث التالية:
- إن ذكر هذه الأعداد المحددة المتوالية 71-72-73 أمر مفتعل لا يمكن تصديقه فضلا أن يصدر مثله عن النبي.
- لا نجد لهذا الحديث ذكرا فيما ورد لدينا من مؤلفات القرن الثاني بل ولا الثالث الهجري ولو كان صحيحا لورد في عهد متقدم.
- أعطت كل فرقة لختام الحديث الرواية التي تناسبها فأهل السنة جعلوا الفرقة الناجية هي أهل السنة، والمعتزلة جعلوها فرقة المعتزلة وهكذا.

ورأي الدكتور محمد سيد أحمد المسير يمكن اختصاره في نقطتين:
- مفهوم الأمة في الحديث هو «أمة الدعوة» وليست «أمة الإجابة». وأمة الدعوة المقصود بها هو كل البشر الذين أرسل اللهُ النبىَ إليهم بالدعوة. وأمة الإجابة هم الذين أجابوا النبى إلى الإسلام.
- بافتراض أن المقصود بالأمة هو «أمة الإجابة»، فإن انحصار الصواب في فرقة واحدة من الأمة والتسليم بكل آرائها هو غير ممكن. إذ كل الفرق فيها الصواب والخطأ. والميزان الصحيح هو أن ترد المسائل مسألة مسألة إلى كتاب الله وسنة رسوله.

ويقول الشيخ القرضاوى: «ثم إن الحديث يدل على أن هذه الفرق كلها جزء من أمته ﷺ أعنى أمة الإجابة المنسوبة إليه بدليل قوله: "تفترق أمتي" ومعنى هذا أنها –برغم بدعتها– لم تخرج عن الملة ولم تنفصل من جسم الأمة المسلمة وكونها في النار (إن اعتبرنا عبارة "كلها في النار إلا واحدة") لا يعنى الخلود فيها كما يخلد الكفار بل يدخلونها كما يدخلها عصاة الموحدين».